# Lithostege multiplicata
Lithostege multiplicata là một loài bướm đêm trong họ Geometridae.